# Хакмадой
Хакмадой (рос. Хакмадой) — село у Шаройському районі Чечні Російської Федерації.
Населення становить 187 осіб (2019). Входить до складу муніципального утворення Хакмадойське сільське поселення.

## Історія
Згідно із законом від 14 липня 2008 року органом місцевого самоврядування є Хакмадойське сільське поселення.

## Населення
| 2002 | 2010 | 2012 | 2013 | 2014 | 2015 | 2016 |
| ---- | ---- | ---- | ---- | ---- | ---- | ---- |
| 133  | ↗177 | ↗185 | ↘174 | ↘168 | ↗169 | ↘167 |
| 2017 | 2018 | 2019 |      |      |      |      |
| ↗175 | ↗186 | ↗187 |      |      |      |      |